# 淺草鬼妻日記
《淺草鬼妻日記》是友麻碧創作的輕小說，由あやとき負責插畫。故事以平安時代的鬼妻茨木童子和其丈夫酒吞童子轉世的茨木真紀和天酒馨為中心，講述了夫婦二人投胎轉世到現代淺草後，作為平凡的人類高中生與彼此及親友們的日常、戰鬥、追憶和未來。
小說於2016年2月26日起在KAKUYOMU上網路連載約一卷內容，同年11月15日首卷出版後轉為文庫連載。截至2023年10月，系列累積發行（含漫畫和電子版）超過100萬冊。
改編漫畫有女性漫畫和少年漫畫兩個版本。女性漫畫（通稱B's-LOG版或藤丸版）由藤丸豆ノ介執筆，於網路漫畫雜誌《B's-LOG CHEEK（ビーズログCHEEK）》2018年3月至2021年4月連載第一章、更換副標題後自2021年7月至2023年4月連載第二章完結。少年漫畫（通稱Comp Ace版或鳴原版）由鳴原千執筆，以男主角天酒馨為主要視角，於漫畫雜誌《月刊Comp Ace》2018年9月號至2019年11月號連載。
此外，本作與同作者友麻碧執筆的《妖怪旅館營業中》、《水無月家的婚約》（日語：水無月家の許嫁）有共同世界觀和角色客串；故事時間線上，本作較《妖怪旅館營業中》本傳略晚幾年、與《水無月家的婚約》相近。友麻碧將《妖怪旅館營業中》、《淺草鬼妻日記》、定位為「友麻碧」名義出道第一季時期作品。本作的B's-LOG版改編漫畫為友麻碧和時任漫畫繪者藤丸豆ノ介首度合作，亦促成日後兩者再度聯合創作《瑕疵新娘》漫畫版。

## 故事簡介

### 設定
《淺草鬼妻日記》的故事世界觀延續作者友麻碧前作《妖怪旅館營業中》的設計，同時擴充世界觀。該世界除了人類，尚有神明和妖怪等非人存在，共區分成不同的領域，分別是人類作為主要居民的「現世」（地球）、妖怪主要居住地的「隱世」（為前作《妖怪旅館營業中》的主線故事舞台）、人類和妖怪相互鬥爭的「常世」、掌管世界的神明居住的「高天原」，往生者的靈魂去處則分成善者所屬的「黃泉」和專門懲罰背負罪孽的惡人的「地獄」。
本作中的故事首章起始時間點被設定為2016年4月，故事的時間則在平安時代至近現代之間交互穿插，講述主要角色的前世今生的牽絆，還有人類與妖怪之間的相關議題。作品裡出現數個人類、神明或妖怪的組織團隊，依據規模和各別動機對人類社會造成不同程度的影響，經過特殊訓練鎖定獵捕非人種族牟利的高靈力人類被稱作「狩人」。本作中的日本人類社會為了應對妖怪造成的問題與制裁危害守序妖怪的人類犯罪者，創建前身為「陰陽寮」的退魔機關「陰陽局」，招募陰陽師、退魔師和有志服務的妖怪保護人類和遵守規則的妖怪。擁有一定程度靈力的人類或非人存在可施展名為「狹間」的結界術。

### 故事
《淺草鬼妻日記》的故事起始時間設定於現代的日本，主要穿插講述居住在日本東京淺草地區的兩名高中生茨木真紀和天酒馨前世今生的經歷。馨和真紀的前世原先是在平安時代活躍的人類「外道丸」和「茨姬」，兩者因故分別轉化成鬼「酒吞童子」和鬼姬「茨木童子」，他們邂逅相戀結為夫妻，在平安京外的大江山自立為妖怪國度「狹間之國」的統治者收容眾多妖怪，但由於遭受源賴光為首的朝廷聯合陰陽師安倍晴明進攻、加著妖怪國度的叛徒九尾狐水屑勾結敵軍，造成兩者統治的大江山「狹間之國」滅國，為酒吞童子招來殺身之禍，連倖存的茨木童子也為了替丈夫酒吞童子復仇在現世殺生無數，被渡邊綱斬落一臂，於明治時代敗於安倍晴明的轉生土御門晴雄之手。
在現代的時間點，茨木童子轉世為住在淺草，極度熱愛美食且保有前世記憶力量的高中女生茨木真紀，她不僅經常暴力出手解決妖怪們遇上的麻煩事，還拖著由前世丈夫酒吞童子轉生、同樣擁有前世記憶力量的青梅竹馬兼同班同學天酒馨一起行動，在淺草地區為遭遇各種疑難雜症的妖怪們四處奔走，兩者隨著劇情推移還開始和當局除魔機關「陰陽局」、其他地區的人類和非人存在進行交流，協助遭遇困境的對象排憂解難。馨和真紀以地獄之行為契機，正式理解「狹間之國」滅國的始末、茨木童子在酒吞童子死後的遭遇、安倍晴明在人類與妖怪鬥爭期間的真實想法、水屑構成的威脅，最終在盟友們的幫助下得以消滅水屑，終止前世以來的禍端。故事尾聲，真紀和馨高中畢業並著手搬家，因升學暫別淺草而移居京都生活。

## 登場人物
※配音演員資訊來自特別短片。中文譯名以台灣角川出版的繁體中文版為準。

### 主要角色
茨木真紀（聲：鬼頭明里）
本作女主角，在現代淺草生活的都立明城學園女高中生，她在作品裡被描繪成蓄著紅色長髮的少女。真紀和天酒馨是自幼稚園時期相遇的青梅竹馬，父母是雙薪夫婦，她在中學二年級時雙親因為車禍逝世，以此機緣搬進淺草的公寓「野原莊」207室。個性開朗活潑，擅長料理，喜歡以淺草美食為首的好吃的東西，在校成績屬於中下，尤其不擅數學、英語、電腦。熱愛淺草地區的人事物。有著作為鬼姬「茨木童子」前世的記憶和力量，受前世影響體能反射神經出色，其血液為能讓寄宿者或沾附血液的事物具備物理和術式破壞力、擁有守護與淨化作用的「神命之血」。弱點是不擅應對幽靈等物理攻擊無法奏效的對象。
由於前世遭到人類討伐，今世更加渴望獲得幸福，過著一頭紮進妖怪們麻煩事的每一天，在校創辦民俗學研究社，後來和馨確定情侶關係。小說第九卷因為前世時期為了酒吞童子殺生無數，靈魂一度墜入無間地獄遭受噩夢折磨，由於馨趕來救她與小野篁（叶冬夜）居中斡旋才回歸現世，與閻羅王約定拯救和前世時期死於她的手下相同數目的人們，作為前世罪孽贖罪的代價。小說第十一卷通過推甄進入京都的陰陽學院，立定未來成為退魔師，預定在畢業任職京都陰陽局工作滿五年後返回東京生活。
茨姬、茨木童子
真紀的前世。茨姬是平安時代人類貴族藤原家的公主，與青梅竹馬源賴光原訂有婚約，自幼展現視鬼能力和日益增加的靈力，連髮色也逐漸變紅，遭雙親忌諱疏遠和被取消婚約，獲和歌老師藤原公任（鵺的偽裝身份）委託大陰陽師安倍晴明保護她和引薦酒吞童子相識。15歲時於血月之夜遭妖怪水蛇誘騙襲擊，為自保爆發靈力擊退對方，從此由人類之身轉化成鬼茨木童子，被昔日信任的安倍晴明和源賴光囚禁地牢受詛咒折磨喪失求生慾，由酒吞童子救出與之結婚的數年間學習妖怪相關知識和戰鬥技巧，陸續收留眷屬和妖怪，成為大江山「狹間之國」的女王，但在朝廷與叛徒九尾狐水屑的內外勾結下導致源賴光和四天王攻破國境，茨姬（茨木童子）也為了替酒吞童子復仇遭渡邊綱用「髭切」斬落右臂。在酒吞童子過身後遊走現世，向世間講述道理與人們爭論，讓狹間結界之術廣泛流傳於妖怪界，連帶讓世間建立派閥互助關係，最終於明治時代在淺草被轉生為土御門晴雄的晴明以焰摩天重創致死。
天酒馨（聲：內山昂輝）
本作男主角，都立明城學園男高中生，同時是真紀的青梅竹馬和同班同學。生日6月13日。馨在作品裡被描繪成個性善於照顧人和擁有出眾的外型、成績、體育表現。他在中學時期為了打工賺取家用退出所屬劍道社，高中時期加入真紀創辦的民俗學研究社，仍需要身兼多差賺取生活費。喜歡可樂和巧克力，興趣是建築學和看電影，也經常看漫畫和由理彥下棋。有著前世是茨木童子丈夫「酒吞童子」的記憶，受此影響精於結界和俱備探測結界、狹間等地的千里眼「神通之眼」，擅使劍術，實質僅剩酒吞童子一半的靈魂。藤丸版漫畫描繪其慣用左手，鳴原版漫畫則呈現今生慣用右手。
轉生為人類的今世，一邊想著儘量不應該和妖怪扯上關係、一邊因為很會照顧人，經常被容易暴走的真紀搞得暈頭轉向。今世家庭關係不睦，母親雅子疏於照顧家庭，父親崇另有外遇對象，在父母正式離婚時選擇留居淺草，父親被派往新加坡工作，母親選擇返回九州老家生活。父母離婚後搬進淺草的公寓「野原莊」107室，隨劇情推進和真紀確定情侶關係，以出席外祖父的葬禮為契機陸續和父母和解。小說第九卷為了營救真紀的魂魄闖入地獄，表明願意承擔真紀前世時期的罪孽，待在地獄期間努力晉陞上級獄卒，經由小野篁（叶冬夜）居中斡旋，允諾往後繼續作為派遣特務獄卒終身看守著真紀至死方休，作為讓真紀返還現世的代價。小說第十一卷通過升學考試被京都大学錄取，準備加入該校陰陽局社團，預定未來和真紀共同返回東京。
外道丸、酒吞童子
馨的前世。「外道丸」為人類時期的乳名，其出身平安時代的貧瘠村落，經由母親懷胎16個月始臨盆和出生時毛髮牙齒俱全的特徵，加著隨年歲增長的體能智能與突出外貌，令他飽受母親畏懼和被村民懷疑為妖怪之子。12歲時因為外型出眾但不懂男女之情，焚毀眾多傾慕他的女子的情書，令許多女子死於相思，遭村民虐待和雙親拋棄在寺廟修行。15歲時在血月之夜轉化為鬼被寺廟驅逐，輾轉至平安京生活後開始因為嗜酒被稱作酒吞童子。他經由鞍馬山大天狗的聖納指導習得「結界術」，搭配「神通之眼」開創特殊結界術「狹間」，收留救濟許多妖怪，經由藤原公任介紹和茨姬一見鍾情，於轉化為鬼的茨姬（茨木童子）被囚禁時出手擊敗源賴光，救出茨姬與之結婚。酒吞童子在接下來的數年間利用特殊結界術「狹間」建立起妖怪的國度大江山「狹間之國」自立為王，但最終在朝廷與叛徒九尾狐水屑的內外勾結下導致「狹間之國」被滅國，自己也被源賴光斬首身亡。成為茨木童子為了尋獲他的首級危害日本人民，遭土御門晴雄討伐的導火線。酒吞童子的首級被封印於京都的平等院，故事後期被水屑盜走。
繼見由理彥 / 夜鳥由理彥（聲：小林裕介）
真紀他們的同班同學，和馨、真紀同所幼稚園相識，其真實身分是從平安時代存活迄今的妖怪「鵺」。在現代偽裝成人類的姿態被描述為精緻纖細的少年，有時候會依據場合扮成女裝行動。由理彦待人和善客氣重情義，沉穩可靠且博學多聞，加著在校成績排行前位而深受校園師生的青睞。但在被非議女裝時，也會變得毒舌失控。他喜歡栗子羊羹和下棋，精於茶道和弓箭。擁有變身成不同姿態和將言語化為言靈施咒的「神言之喉」能力。
現代身份有淺草老牌旅館「鶇館」家的兒子，會悄悄把弱小的妖怪藏匿在旅館的空房間中。身为「繼見由理彦」时的家人有父親隆彦（漫畫版中揭露本名）、母親櫻子和擁有高靈力的妹妹若葉。面對若葉相關的事件容易失去理智。小說第四卷被若葉獲悉妖怪的身份導致術法失效，向大黑天獻出繼見家對其記憶的代價，改寫許多相關人士的記憶，自願成為冬夜的式神，改用「夜鳥由理彥」的身份重新入學。小說第十一卷中通過升學考試被京都大學錄取。
「月鶇」、鵺、藤原公任
由理彥的真實身分，妖怪姿態的真名為「夜鳥（ヤトリ）」。「月鶇」是自月光中誕生的鳥妖，習得變形能力便會發展自我意識，僅有極少數個體可進化成鵺和學會人類語言，鵺的真身則是潔白優美的鳥妖。平安時代曾吃掉年幼早逝的藤原公任，汲取後者身心記憶和偽裝成對方生存，成為效命於當權者藤原道長、精於「三舟之才」（和歌、漢詩、管弦）的人類公卿「藤原公任」，是酒吞童子的摯友兼安倍晴明的時任上司，同時是委任晴明保護茨姬、引薦茨姬和酒吞童子相識，輔佐和見證大江山「狹間之國」覆滅的關鍵角色，但由於見證親友陸續早於他先逝與人類之間的鬥爭，對人世間心灰意冷退隱深山出家，結束作為「藤原公任」的人生回歸妖怪的生活，持續守護平安京幫助人民。其在月夜感懷思念親友的啼鳴招致人類居民的不安，以妖怪「鵺」的形貌被源賴光的後代源賴政持弓箭射傷未死，喬裝成人類屍體姿態被封印墓中，直至明治初期封印解開得以重返人間。平成時期某年以鳥類姿態行動時遭退魔師的式神攻擊受傷，獲得繼見夫婦收容治療，對兩者的女兒若葉產生共情，加著若葉的兄長由理彦為替妹妹摘花不慎墜入池塘溺斃，憶起喪親的過往和顧慮繼見夫婦的心情，選擇吞噬由理彦的遺體讀取其身心訊息，以「繼見由理彥」的身份成為繼見家成員。
小麻糬
自月光中誕生的鳥妖，擁有幻化成不同樣貌的能力，其羽毛常成為熱衷蒐藏者覬覦的目標。本作中因為在城市裡迷路，被由理彥收留在自家旅館中，由於真紀觀看電視節目時偶然瞥見和驚嘆企鵝的可愛模樣，結果受此影響經常以企鵝雛鳥的樣貌示人，為真紀和馨的養子。也於作者的作品《妖怪旅館營業中》中客串登場。
水連（聲：遊佐浩二）
過去是茨木童子四眷屬之一的水蛇妖怪「蛟」，愛稱是「阿水（スイ）」。在現代淺草經營名為「千夜漢方藥局」的可疑藥店，水連因為藥學醫術精良而深受人類和妖怪的信賴，擅長操控水進行攻擊、防禦、淨化，同時精於咒術、兵法戰術和烹飪中華料理。當居住現世的妖怪需要治療時，經常會找他調配藥方，視情況也會親赴當事者住處進行診療，對真紀極盡包容乃至於接近溺愛程度。中國出身，過去曾被當作神明膜拜，有半神格，但是在中國期間因為作惡遭道士驅逐，從此定居日本長達千年期間，在平安時代看中茨姬試圖將其吃掉未果，在血月之夜誘騙茨姬踏出宅邸導致對方鬼化為茨木童子；於大江山再度遇見茨姬（茨木童子）交手後敗給對方，被賜名「水連」並成為其眷屬，後在大江山「狹間之國」以中醫的身份醫治妖怪們。狹間之國覆滅後也一直追隨茨姬，並在她死後定居於淺草，直到現代與茨姬轉世的小學生真紀重逢。小說第六卷中和熊童子、虎童子奪走水屑一條性命而瀕死，被趕來的真紀用「神命之血」拯救並重新成為眷屬。也於作者的作品《妖怪旅館營業中》登場，該作男主大老闆指出水連對真紀抱持著「明知不會有回報」的戀情。後續在作者的另一部作品《水無月家的婚約》（日語：水無月家の許嫁）也有客串登場。
深影
過去是茨木童子四眷屬之一的八咫烏妖怪，愛稱是「影兒（ミカ）」。深影偏好暗處但不擅交際，他擁有能夠讀取妖怪內心思維的「黃金之眼」，這使他經常成為真紀等人和妖怪溝通的居中橋梁，也能在原型姿態變化自身的大小。八咫烏一族為神話時代便存在的神鳥，他在平安時代因故翅膀負傷墜落大江山「狹間之國」領土，獲得水連和茨姬（茨木童子）治療收容康復，宣誓成為茨姬的眷屬，獲得茨姬賦予「深影」之名和作為眷屬信物的名刀「瀧夜叉姬」。「狹間之國」覆滅時，深影保護鬼藤木羅羅的樹苗逃離國境，但遭到源賴光勢力的追殺，將木羅羅藏於富士山西北側的富士樹海，自身則藏於鎌倉河邊的「狹間」度過千年歲月。後來他成為鎌倉地區妖怪團體「魔淵組」的首領，但是鎌倉妖怪不諳現代社會遭受利用陷害，販賣的妖煙在鎌倉妖怪不知情的狀態流入人類手中，違反規定，被時任陰陽局發佈肅清令，也造成深影在逃離「狹間」的過程遭受埋伏襲擊失去右眼，很長一段時間都不知去向。直至小說第一卷百鬼夜行事件才和茨木童子轉生的真紀相認並再成為眷屬，待在水連經營的「千夜漢方藥局」作為見習助理和協助打雜跑腿，為守護真紀自願接受「陰陽局」封印術立定不能傷害人類的誓約。對真紀極度敬愛依戀，除了關切木羅羅以外，和同為茨木童子眷屬的水連、凜音關係欠佳。也於作者的作品《妖怪旅館營業中》登場。
凜音
過去是茨木童子四眷屬之一，日本國境僅存的本土吸血鬼，奪走深影右眼為己用的真正犯人。有一個鬼角，其俊美的外型使他時爾被真紀傳喚以應對喜好俊男的對象，個性外冷內熱，天性聰穎擅長學習，精於廚藝和劍術。平安時代為攝取人血為害眾多人類，與茨姬交手敗北後成為其眷屬，被賜名「凜音」並將信物「銀鈴」繫在角上，和水連、深影關係不睦。「狹間之國」覆滅後也追隨茨姬，在她死後前往倫敦生活，取下銀鈴並隱藏鬼角以人類身份在工業革命中嘗試各種工作，通過葡萄酒事業與西洋吸血鬼組織「赤血兄弟」搭線；也四處救濟異國的非人生物，被稱為「白銀貴公子」。在現代得知茨木童子轉世後回到日本，宣稱因茨木童子背叛自己而對其產生恨意，起先對其轉世成為人類女性真紀一事感到鄙視、指使狼人魯·卡魯襲擊真紀；實則彆扭地在乎真紀，漫畫版描繪其面對真紀時會重繫銀鈴，在小說第八卷為保護真紀暫時和「赤血兄弟」的德古拉大公和巴托里·伊丽莎白伯爵夫人合作，與真紀等人和陰陽局聯合殲滅「赤血兄弟」，事後回歸真紀的身邊並再成為眷屬。
木羅羅
過去是茨木童子四眷屬之一的紫藤樹精靈，本體為藤樹，有支撐結界的能力。習慣穿著女僕裝，實為無性別，喜歡甜食，被人取笑自身性別時會很生氣。過去曾經吸乾許多本體附近生物的性命，獲得茨木童子收留成為其眷屬，在大江山「狹間之國」覆滅時，透過深影保護逃過一劫。直到現代被狩人發現，在小說第六卷作為被拍賣的商品與前來營救的真紀等人重逢。事件後其本體種在狹間「裏明城學園」的河童樂園，自己則住在水連經營的「千夜漢方藥局」協助雜務。也於作者的作品《妖怪旅館營業中》登場。
熊童子／獸道熊子
虎童子／獸道虎男
過去是酒吞童子四大幹部，擁有一半人類血統的兩名鬼獸戰士，熊子和虎男為結拜姐弟，兩者以筆名「けものみち」（音同「獸道」）組成漫畫創作組合在漫畫界活躍，馨與茜皆為兩者創作的動漫畫作品《妖王的弟子》的忠實讀者。熊子個性沉穩重禮，擁有僅次於馨的狹間結界術水準和擅使大斧，喜歡親近可愛的動物和孩童，受剛出道時期經歷連串負面經驗的影響，在進行創作陷入瓶頸時容易情緒激動；虎男個性莽撞偏好華麗風格，逗趣隨興但相當能幹，經常負責安撫熊子的情緒，擅用武器為棘棍棒。兩者均能變成動物和人形的模樣。姐弟倆原為異國出身的妖怪，被人類捕獲運往日本京城展示，獲得酒吞童子出手施救，選擇效忠對方和在大江山「狹間之國」長居，在大江山「狹間之國」覆滅後被封印於阿部山，重獲自由後為向後世傳達真相開始接觸說書和漫畫創作，輾轉隱居現世期間為了取材和轉換心境，搬進真紀、馨居住的「野原莊」成為101室房客。在小說第五卷顧及馨擅長繪製設計圖和景觀草圖，適逢作品改編動畫進度需要繪製許多事物，委託馨暫時作為漫畫助理協助繪製背景兼任模特，卻導致馨被前來慰勞的真紀和小麻糬誤會，在三者的協助下平復情緒完成工作，也在真紀意外變小的期間給予協助。
津場木茜（聲：岡本信彥）
退魔名門源家分支津場木家的一位少年。隸屬於「陰陽局」晴空塔分部的年輕精英。為人衝動富正義感，重義氣和照顧他人，討厭妖怪，但會出面保護弱小的妖怪們。喜歡甜食。琦玉縣川越市出身，是作者另一部作品《妖怪旅館營業中》的女主角津場木葵的堂弟，家人有祖父巴郎（津場木葵的祖父史郎的哥哥）、父親咲馬、母親明菜、姊姊桃香，家族受史郎得罪妖怪的詛咒影響，詛咒程度與史郎血緣親近程度成正比，平常必須固定進行解咒儀式保護自身。為名刀「髭切」的現任持有者，作戰時仰賴近身戰，但也會諸如治療等技能。在妖怪糾紛中知曉了真紀他們的真實身份、多次發生衝突，但隨著劇情推進和真紀等人化敵為友，於真紀、馨三年級時轉進都立明城學園，成為該校學生，詢問真紀加入「陰陽局」的意願。在小說第九卷幫助馨前往地獄帶回真紀的魂魄，極力說服來栖未來加入對抗水屑和成為退魔師。也於作者的作品《妖怪旅館營業中》中客串登場。
冬夜
真紀他們就讀的都立明城學園的理科班主任兼「陰陽局」人員，是青桐巧和黃炎在陰陽學院的同期生。其出眾外型和為人風度令他在校園深受學生歡迎，平常個性看似慵懶隨性，但也有可靠的一面，同時是個重度菸癮者。其實是來自「常世」、擁有九次轉世能力的妖怪九尾狐的轉生，轉世至今生前曾擁有三次殲滅水屑的經歷，擁有前世時期的記憶和靈力，但作為每次轉生的代價會逐漸失去原本的力量。底下式神分別為葛葉、玄武、青龍、朱雀、白虎，在常世時就和葛葉為夫妻關係。在故事本篇被「陰陽局」指派進駐都立明城學園，監視和對真紀等人提供協助，平常除了擔任教職和「陰陽局」的人員以外，還會在地獄中以小野篁的身份擔綱輔佐閻羅王的副官。在小說第九卷幫助馨前往地獄帶回真紀的魂魄，說明「愛」的力量是擊敗水屑的關鍵，協助馨向閻羅王斡旋談判放過真紀和馨的條件。
晴明、小野篁、安倍晴明、土御門晴雄
冬夜的前世，安倍晴明在平安時代是知名的陰陽師，曾接受委託保護茨姬，但後來在茨姬轉化為鬼時，為了讓茨姬恢復人類之身，偕同源賴光將其囚禁，被酒吞童子救出茨姬（茨木童子）造成計畫被打亂，跟著源賴光等人討伐大江山「狹間之國」。後來轉世為土御門晴雄，在淺草發動術式焰摩天擊敗茨木童子，懊悔自己在前世時期做錯選擇，為求能夠擊敗水屑和讓茨木童子、酒吞童子能獲得幸福，以耗盡生命的代價啟用泰山府君祭，運用小野篁的身分介入地獄的轉世系統，讓茨姬和酒吞童子得以轉生為人。

### 次要角色

#### 親友相關
茨木夫婦
真紀的父母，雙薪夫妻，為人善良，對真紀疼愛有加。在真紀中學二年級的盂蘭盆節前幾天，為了出席大學時代恩師的法會而在途中發生車禍逝世。
天酒崇
馨的父親，是雅子第二段婚姻的丈夫。在馨年幼時期便察覺其異於常人之處而有所忌憚，後來和雅子的關係惡化，他則背著妻兒另有外遇，在小說第一卷正式離婚取得馨的監護權，允諾資助他直至大學畢業為止，被派往新加坡工作。後續心態緩和之餘改善與馨的關係，在小說第七卷告知馨的外祖父清嗣過世的消息，促使真紀和馨等人前往當地奔喪。
朝倉雅子
馨的母親。幼年曾擁有靈視能力。出身大分縣天日羽町農家，祖母和母親早逝，承擔起支持家庭的責任，雅子自高中畢業便前往東京工作，在第一段婚姻時期邂逅時任外遇對象崇，離開首任丈夫與崇結婚生下馨，但由於對展現特異行動的馨感到不安而加以排斥，沉溺玩樂忽略家庭，導致崇與雅子在小說第一卷正式離婚。返回老家後的雅子為照顧父親開始投身看護工作，在小說第七卷以幫助真紀和馨取回堇的羽衣為機緣，理解馨靈視能力的真相與妖怪相關知識達成和解。
繼見隆彥、繼見櫻子、繼見若葉
「繼見由理彦（夜鳥）」在現代的家庭，三者依序為他的父母和妹妹，均和真紀等人關係良好。隆彥的名字於漫畫版正式提及，個性幽默風趣關愛家人；櫻子待人友善，經常準備料理給真紀等人；若葉為中學生，身體虛弱但擁有玉依姬才能的巫女體質。隆彥和櫻子真正的長子曾在若葉幼年時期發生意外早夭，後被妖怪鵺（夜鳥）吃掉遺體並取替身分。小說第四卷由於若葉透過凜音得知「由理彥（夜鳥）」的妖怪身份，令他的偽裝法術失效，間接導致全家為此失去「由理彥（夜鳥）」的相關記憶。
牛御前
真紀和馨在前世身為酒吞童子和茨木童子時期的養女，在本作形象是長有牛角和牛尾的美麗女神，個性溫和客氣，實有隱藏的施虐癖好，喜歡杏桃和麵包。重視前世身為養父母的真紀和馨，是牛鬼元太的祖先。人類時期是源滿仲的女兒兼源賴光的妹妹，生來異於常人的外型使她遭受父親、兄長迫害追殺，獲得酒吞童子和茨木童子救援成為兩者養女，曾經多度欺負深影令後者對她退避三舍。在大江山「狹間之國」覆滅時為逃避源賴光追擊偕同豆狸丹太郎逃往淺草，走投無路之際獲得隅田川當地的神明和妖怪保護，為報答恩情選擇駐留牛嶋神社接受信眾的供奉。曾和某位男性相戀但最終分手收場，此後抱持獨身主義育有後代，在現世兼任「陰陽局」晴空塔的氏神，與茜交好。真紀和馨制裁元太一夥後，協助收容和嚴格管理元太一夥。
田沼丹太郎
個性溫和的豆狸，真紀和馨在前世身為酒吞童子和茨木童子時期的部屬。在大江山「狹間之國」覆滅時，幫助遭受源賴光追擊的牛御前逃往淺草。後裔為在現代經營蕎麥麵店「丹丹屋」的田沼一家。
津場木巴郎、津場木咲馬、津場木明菜、津場木桃香
茜的家人，依序是茜的祖父、父親、母親、姊姊。巴郎為退魔名門津場木家現任當家，個性開明不羈，年輕時因為家族傳統被安排和茜的祖母結婚導致初戀未果，知曉真紀與馨的前世，與咲馬同為水連的藥店常客。咲馬個性友善客氣，和明菜同樣在陰陽局任職，兩者戀愛結婚生下桃香和茜。桃香曾和前男友相戀定有婚約，但受家族詛咒的影響導致戀情以男方家族單方悔婚分手告終。在小說第四卷中由於茜的祖母、明菜、桃香前往夏威夷度假，由巴郎和咲馬招待拜訪津場木家的真紀與馨，但是巴郎不慎忘記執行詛咒回返儀式而遭詛咒危及性命，獲得水連出面急救始脫險。
津場木史郎
作者的著作《妖怪旅館營業中》的角色，為該作女主角津場木葵的祖父，同時是茜的叔祖父。其得罪妖怪背負的詛咒令家族遭受波及，被逐出家門。
小町
津場木家的資深式神，個性悠然自得，擅長家務，是個服侍過歷代津場木本家、會為主人招來福氣的貓又。在小說第四卷一度和厚虎、笹雪現身圍堵拜訪津場木家的真紀與馨，誤會解除後協助招待兩者。
厚虎、笹雪
津場木家的貓又，在小說第四卷一度和小町圍堵拜訪津場木家的真紀與馨，誤會解除後向真紀與馨致歉。
幻真山茶
棲息在津場木家的山茶花精靈，原本是被種在川越城三芳野神社境內的山茶花，由於當時武家認為山茶花是不祥的象徵，加著已有精靈寄宿其中，輾轉由津場木家收容種植結界境內。
葛葉
九尾狐，冬夜（晴明）最初的式神，水屑的妹妹。在常世時就和晴明為夫妻關係，一起經歷多次轉世，到現代僅剩一條尾巴。在反復轉世的期間於賽河原引導孩子的魂魄前往黃泉，獲得了神格。

#### 現世地區

##### 「陰陽局」
在本系列作和作者另一著作《水無月家的婚約》登場，負責保護人類和遵守規矩的妖怪的退魔組織，成員主要是陰陽師、退魔師等家族出身的成員，但也有認同組織理念志願加入的妖怪。以京都為總本部據點，在日本設有多處辦事處（各地區總部與下設分部），在本作中登場的有東京晴空塔分部、東京總部（位於東京站和皇居之間）、橫濱中華街分部（月華棲）與京都總本部。內部派系分成立場親近妖怪為主的「東京派」與偏向和妖怪敵對的「京都派」。茜和冬夜任職該組織。
津場木茜
詳參#主要角色
冬夜
詳參#主要角色
青桐巧
茜的直屬上司，土御門佳蓮的叔叔，在陰陽局屬於威望甚高，深受組織信賴的高層人員。待人親切有禮但不失原則，不擅飲酒，主張人類應該多認識妖怪與之交流，但因為經常作出吃力不討好的事反遭部分妖怪敵視，還被部分高層人員刻意針對。知名陰陽師家族土御門家本家出身，由於家族內部爭鬥遠離京都，選擇改從母姓。和黃炎、冬夜是陰陽學院的同期生。在百鬼夜行事件中與真紀偶遇，往後也經常幫助真紀等人。
魯·卡魯
女性狼人，害怕銀樁。因為家人被人類殺害痛恨人類，從海外被人類擒補抵達日本飽受虐待，受凜音誘導試圖吃掉真紀，是造成真紀父母發生交通事故逝世的主因。在暴風雨夜偕同猩猩襲擊祭拜真紀父母的真紀與馨被兩者擊退，後來在學園祭以轉化成「惡妖」的狀態襲擊真紀等人，被真紀等人聯手牽制行動取出體內的銀樁，透過真紀的血液淨化身上的邪氣恢復正常狀態，為了報答真紀經由青桐安排暫時加入「陰陽局」東京晴空塔分部學習法術，此後經常幫助真紀等人，逐漸和陰陽局的人類夥伴建立信任感。對青桐巧抱持愛慕情愫。
黃炎
橫濱中華街分部駐職的華裔道士，和青銅巧、冬夜是陰陽學院的同期生。祖先因為得罪香港黑道引發「殭屍大暴走事件」，舉家逃至日本，母親在橫濱中華街經營算命館，自身則在日本成長建立黑社會相關人脈，向客戶提供出租殭屍的服務。初登場於小說第六卷，從出席寶島拍賣會的中華派系黑道取得情報，加入真紀等人和「陰陽局」的作戰計畫潛入寶島拍賣會，幫助真紀等人和「陰陽局」熟悉當地環境。
春麗
黃炎的伯母，生前是黃家前任當家年幼早夭的女兒，過身後被黃家透過在腦部施咒，製成頭部不壞便是不死之身的殭屍。寄宿了生前的記憶和思念，實質沒有本體的靈魂。
土御門佳蓮
陰陽師兼土御門家次任當家，京都陰陽局次任陰陽頭，青桐巧的姪女，和蘆屋大介定有婚約。初登場於小說第九卷，命人在六道珍皇寺佯裝阻止馨下地獄解救真紀，實則借此與關係不睦的源家鬥爭。與茜志向投機，也在暗中為真紀和馨提供幫助，也引薦水無月文也和淺間風子與來栖未來相識。身負詛咒，每日折紙作為除咒儀式。作者的著作《水無月家的婚約》也有登場，揭露為洛曜高校學生會的會長。
蘆屋大介
京都陰陽局的陰陽師，在蘆屋家的孩子中排行第三，與大自己一歲的佳蓮定有婚約。登場於小說第九卷和特典小說，是在六道珍皇寺阻止馨和冬夜下地獄的陰陽師之一（本作中未指出姓名，經作者在推特上揭露）。每天要跑十公里作為除咒儀式，過去會跑步上學。在作者的著作《水無月家的婚約》也有登場，揭露為洛曜高校學生會的會計，土御門家的上門女婿。
田村
京都陰陽局的陰陽師。登場於小說第九卷，在六道珍皇寺中手持擴音器和茜吵架。本作中未指出姓名，經作者在推特上揭露。在作者的著作《水無月家的婚約》也有登場，揭露為洛曜高校學生會的書記。
水無月文也
水無月家現任當家，隸屬於京都陰陽局，在本作中擔綱後勤輔助工作，為陰陽局提供寶果間接幫助從地獄歸來的真紀恢復力量。在小說第十一卷附錄番外篇登場，受佳蓮引薦幫助治療來栖未來並尋找其解除詛咒的儀式，和未來關係融洽。為作者的著作《水無月家的婚約》男主角。
淺間風子
淺間家的養女，登場於小說第十一卷附錄番外篇，靈力很高且優秀，體型嬌小柔弱。嬰兒時被比叡山的化猿擄走並被留下妖印 ，陰陽局救出後被淺間家收養，但自幼因出身被三位義姐妹在內的周圍人霸凌，用瀑布修行的儀式以減弱身上的化猿臭味。個性因社交緊張而慌張冒失，害怕別人厭惡而常以笑示人。受佳蓮引薦照顧來栖未來並結成日後陰陽學院的搭檔，對未來的遭遇深感共情。

##### 東京地區
灰島大和
人類，「淺草地下街妖怪工會」現任工會長，都立明城學園畢業生，人類術師名門灰島家直系出身，真紀等人稱呼他「組長」。為人誠懇守序富人情味，年幼時期因為靈力過強誤傷母親，透過大黑天協助暫時封印靈力，導致靈力素質低於其他家族成員。所屬「淺草地下街妖怪工會」自江戶時代創辦迄今負責管轄東京墨田區及台東區，保障監督和改善妖怪在當地的職場環境，也會在妖怪和人類發生衝突時介入仲裁，為此和「陰陽局」來往甚密，深受淺草地區的多數妖怪信賴。喜歡由理彥泡的茶和馬卡龍，和真紀等人熟絡，對真紀經常在制裁妖怪時連帶破壞周遭設施傷透腦筋，仍會在管轄地區出現問題時委託真紀等人協助調查和處理事件。在小說第六卷嘗試解救被「波羅的·梅洛」綁架的妖怪，反被擒獲，因為真紀等人出手協助脫困。私底對淺草七福神的部分成員經常展現高姿態的態度頗有微詞。
生島童子
灰島大和的前世，出身蝦夷的雪鬼。平安時代進攻大江山時與酒吞童子交手敗北，成為酒吞童子四大幹部之一，忠於「狹間之國」。後來在「狹間之國」失守時，為保護國境裡的老弱孩童而犧牲，轉生為人類。
矢加部
「淺草地下街妖怪工會」成員，灰島的秘書兼保鑣。為人沉默寡言但重視家庭，已結婚成家。
一乃
轆轤首，「淺草地下街妖怪工會」幹部，過往曾身為『吉原長頸妖名妓』名聞妖怪界，在小說第五卷一度遭狩人盯上綁架，被救下後接受安排避難療傷。
貓井節子
老字號燈籠店「化貓堂」的女店主，是個說話帶有菸嗓的化貓。店裡販賣的燈籠是日本全國指定百鬼夜行的妖燈籠專賣店之一。曾經在真紀等人籌備都立明城學園學園祭期間給予協助。
田沼泰三
豆狸田沼家的家主，田沼風太的父親，在「觀音商店街」經營名為「丹丹屋」的老字號蕎麥麵店。祖先是侍奉酒吞童子和茨木童子的狐狸田沼丹太郎。由於家裡有多名孩子，習慣讓上大學開始學習獨立。在舊鼠找麻煩的事件獲得灰島承諾補償。
田沼風太
豆狸，「丹丹屋」店長田沼泰三的兒子，居住在公寓「野原莊」206室的房客。個性風流重視保養，平常習慣變成人類的模樣，在人類社會的大學求學。由於老家店裡經常被麻煩的客人刁難，委託真紀來店裡兼差和出面解決事件。時常幫忙真紀照顧小麻糬。
水谷明美
雨女，居住在公寓「野原莊」202室的房客。在人類社會中是名職場如意，但是受降雨體質影響導致感情路多舛，經常需要療癒情傷的粉領族。小說僅給出名字，漫畫版揭露其全名。
手鞠河童
外型嬌小的小型河童，主要居住在隅田川和其他河川區域，族群以精良的建築工程技藝聞名妖怪界。本篇中被牛鬼在合羽橋地底下新開的食品模型工廠壓榨勞動，面臨瀕死邊緣，在真紀等人參拜淺草寺的時候向一行人求救，獲得真紀等人幫助擺脫被牛鬼欺壓的處境，在狹間「里明城學園」建設根據地「河童樂園」。經常被捲入妖怪之間的事件。也於作者的作品《妖怪旅館營業中》中客串登場。《水無月家的婚約》登場的月鞠河童為其亞種。
合羽屋喜八
江戶時代的人類商人，在本作中出資整治當地的排水系統，讓原本持觀望態度的隅田川河童們受其感動，志願幫助喜八完成水道工程。
元太
牛鬼，牛御前的後裔。在本作中因為被「陰陽局」從鐮倉地區驅逐無處可歸，未經淺草當地工會核准，在合羽橋地區違法開設工廠虐待壓榨手鞠河童，被真紀和馨出手制裁，事後被馨建議向淺草地下街工會求助解決生計問題，連同部屬被交給牛嶋神社的牛御前嚴加管理工作以將功贖罪。與真紀再會時已改過自新，宣誓忠於牛御前。
舊鼠
原為鐮倉地區的妖怪，受「陰陽局」驅逐後，因為在淺草區域向「丹丹屋」找麻煩，被真紀出手制裁交由灰島處置，事後被安排在國際街上新開幕的商業設施中工作。
麻木綿介
一反木綿，在「淺草西參道商業街」經營二手和服店「花雞屋」。曾經在妖怪原型的狀態睡著時險些被風吹走，獲得真紀及時出手救援，後來在真紀等人籌備都立明城學園學園祭期間，被真紀以曾經施救為由索取添購二手浴衣的折扣。
豆藏
洗豆妖，在狹間「數珠川」經營紅豆店「洗豆妖」，外形似小學生但談話語氣老成，其培育的紅豆品質在妖怪界獲得好評。過往曾經在險些被外來妖怪吃掉時獲得真紀解危，將真紀視為恩人。後來在真紀等人籌備都立明城學園學園祭期間提供協助。
黑子坊主
淺草地區的妖怪維修業者。在真紀和馨首度遭遇猩猩和魯·卡魯襲擊後，負責維修遭襲擊破壞的寺廟。
勝男
公寓「吉原樂園」的房東，有著和魁梧外型不符的細柔聲線。無法感知靈力，負責指導「淺草地下街妖怪工會」成員。
九良利信玄
滑瓢，大江戶妖怪的總頭目，滑瓢一派的前當家，在妖怪界被視為地位不凡的人物。為人淡定，將當家職位交接給兒子。在本作中光顧「丹丹屋」期間被捲入舊鼠和店主田沼家的紛爭，獲得真紀出面解危，將帶有木質香的香包贈與真紀作為謝禮。百鬼夜行事件派遣孫子雪久和馨較量劍術，被馨察覺其有意撮合真紀和雪久。後續出席寶島拍賣會，在郵輪上再遇真紀等人，以入場券為賭注與馨進行德州撲克賭博敗給對方，服輸之餘交出所有入場券離場，暗中向真紀透露參與拍賣會妖怪的情報。
九良利雪久
信玄的孫子，在人類社會是名大學生。初次和真紀、由理彥、灰島會面，便誤認由理彥與灰島是情侶關係。在小說第一卷百鬼夜行事件和馨切磋劍術，被深影襲擊時獲得馨保護。
七瀨佳代
真紀、馨、由理彥自中學時期相識的同學，個性爽朗大方，經常和由理彥成為班級委員長。為都立明城學園的籃球社成員，對真紀等人的妖怪身份不知情。
田口早紀
比真紀、馨、由理彥高一個年級的都立明城學園學生，為新聞社社長，喜好八卦導致真紀等人對其避而遠之。後來在真紀等人籌備學園祭時，受校園文化性社團聯盟的團結行動和大黑天的神祕激發興趣，提出讓真紀和馨接受採訪的條件協助校園文化性社團聯盟宣傳。畢業後將新聞社社長職位交接給滿。
相場滿
真紀、馨、由理彥的同班同學，為都立明城學園的新聞社成員。平常喜歡裝可愛，對校內戀愛消息靈通，論及採訪時會變得幹勁十足，叔叔是記者。在小說第一卷修學旅行期間提出『筑波少年自然之家』的靈異傳聞，為了撿拾叔叔贈送的相機被捲入神隱事件，被真紀等人尋回，將他們解救她的事件刊載校報上。在真紀等人籌備學園祭時，接受一行人的請求為校園文化性社團聯盟宣傳。升上三年級時成為繼任新聞社社長。
丸山文香
真紀、馨、由理彥高中二年級時的同班同學，為都立明城學園的美術社成員，對馨等人抱持好奇心。在真紀等人籌備學園祭時，加入大黑天和真紀等人為首的校園文化性社團聯盟提供協助。小說僅給出姓氏，漫畫版揭露其全名。
早見瑛太郎
與真紀等人同年級的都立明城學園學生，為UMA研究社社長，個性容易緊張，熱衷追尋調查未知生物的存在，對學生會強勢貶低文化性社團的作風頗有不滿。參訪牛嶋神社時偶遇真紀，後來在綾乃有意撤除UMA研究社時獲得真紀出面爭取，獲得和其他社團在學園祭出展的權利，加入大黑天和真紀等人為首的校園文化性社團聯盟。小說僅給出姓氏，漫畫版揭露其全名。
矢野、宮永早織
都立明城學園學生。前者為家政社社長，個性沉穩擅長料理；後者為服制社成員，擅長設計製作衣裝。在真紀等人籌備學園祭時，加入大黑天和真紀等人為首的校園文化性社團聯盟提供協助。宮永在小說中僅給出姓氏，漫畫版揭露其全名。
中田原照善、松尾、山形
比真紀等人高一個年級的都立明城學園學生，中田原為足球社成員，和綾乃交往中；松尾和山形分別為田徑社、劍道社。三人在學園祭參加女裝比賽，在大黑天的策略之下敗給由理彥。
佐久間綾乃
時任都立明城學園學生會副會長，與真紀等人同年級，在校兼任足球社經理，經常受邀擔任少女雜誌的模特兒，和中田原照善交往中。因為貶低縮減文化性社團的在校資源，引起校內文化性社團的不滿，後來在學園祭代表足球社主持女僕咖啡廳攤位和參加兩人三腳競賽，被校園文化性社團聯盟挫敗，連同多數學生在魯·卡魯襲擊事件獲得真紀等人的保護並被消除關記憶。事後為先前無理刁難早見和大黑天致歉之餘認可校園文化性社團聯盟的表現。
瀧
與真紀等人同年級的都立明城學園學生，管樂社。在學園祭參加女裝比賽，在大黑天的策略之下敗給由理彥。
鳴上
與真紀等人同年級的都立明城學園學生，劍道社。單方留意著馨，對馨俱備劍道實力但沒有執意精進技巧、馨與真紀的關係相當介意。
岡部裕也
與真紀等人同年級的都立明城學園學生，網球社，三年級將接任校隊主將。個性純正直率，為人可靠。在情人節前向真紀告白並留下聯繫方式，但被真紀回絕。
大黑天/大黑仁
淺草七福神之一，別名「淺草寺大黑天」，持有法器為能變化出任何事物的「打出小槌」，在淺草寺連同聖觀世音菩薩本尊接受信眾供奉的神明，以人類情緒的正能量為神力來源，會施展「狹間」和修改記憶的法術。個性豪邁富人情味，開朗正向，擅長主導策畫和激勵他人，和真紀、馨等人關係良好，經常提供一行人必要的協助。在人類社會偽裝身份名為「大黑仁」，是都立明城學園美術社長，也是校園文化性社團重視信賴的對象，幫助真紀等人獲得民俗學研究社的活動教室使用權，因為不滿學生會刻意減縮文化性社團的資源，聯合校園內的所有文化性社團組成聯盟，以「河童」為主題擺設活動攤位對抗學生會。在小說第五卷偕同真紀等人收集「神印」修復淺草守護結界。
壽老人
淺草七福神之二，分別在石濱神社和鷲神社接受信眾供奉。石濱神社的壽老人也稱「壽老神」，在小說第五卷遭受襲擊消逝造成結界異常，後由於淺草結界獲得修復，令石濱神社的壽老人以嬰兒姿態重生。鷲神社的壽老人與天日鹫命、日本武尊處於同間神社，是名喜歡被按摩的長者，真紀為鷲神社的壽老人按摩後，成功得到對方提供「神印」以修復淺草守護結界。
惠比壽
淺草七福神之一，在淺草神社接受信眾供奉、以大海為神域的漁業之神，在本作形象是氣質老成的初中少年。在小說第五卷因為不慎在釣魚時遺落手機，委託真紀等人協尋手機作為提供「神印」修復淺草守護結界的交換條件。
福祿壽
淺草七福神之二，分別在矢先稻荷神社和今户神社接受信眾供奉。矢先稻荷神社的福祿壽精於弓箭但有著不服輸的個性，在小說第五卷和由理彥比箭但敗給對方，堅持取用由理彥妖怪型態的鳥羽才同意提供「神印」修復淺草守護結界。今户神社的福祿壽則和应神天皇、伊奘诺尊、伊奘冉尊處於同間神社，是名神態溫和的青年，作中設定其打扮成類似沖田總司的模樣，以測試真紀和馨的感情程度，作為協助修復淺草守護結界的條件。
辩才天
淺草七福神的一點紅，另稱「淺草辩才天」，在吉原神社接受信眾供奉，在本作形象是外型美豔喜歡俊男但容易記仇的女神，收容著許多遊女的亡靈。曾經因為出言挑釁真紀發生衝突，被她出手打傷。在小說第五卷對一乃遭狩人襲擊的事件憤恨不平，原有意刁難真紀藉機報復先前被她打傷臉部的事件，在凜音居中斡旋後同意提供「神印」修復淺草守護結界。
毘沙門天
淺草七福神之一，在待乳山聖天偕同大圣欢喜天、十一面观音接受信眾供奉，個性勤勞擅長種蘿蔔。在小說第五卷提出讓真紀等人試吃自己種植的蘿蔔的條件，同意提供「神印」修復淺草守護結界。
布袋尊
淺草七福神之一，在桥场寺不动院接受信眾供奉的神明。在小說第五卷經由大黑天說服，同意提供「神印」修復淺草守護結界。
石崎館主
居住在立川市洋館的年長館主，水連的藥店常客。平常仰賴管家推輪椅行動，擅奏鋼琴，和人魚蕾雅是跨種族的夫妻。年輕時因為事故失去一條腿，受邀參觀黑市拍賣會的時候見及連同族人被拍賣的蕾雅，心生憐憫將其買下收容，與蕾雅互生感情，經常向水連諮詢蕾雅的健康問題。在小說第五卷因為不久於人世，有意將蕾雅託付給「陰陽局」庇護。
蕾雅
女性人魚，石崎館主的妻子。人魚一族棲居海洋，仰賴唱歌與同族溝通，無法說話，族群外型和歌聲動人、高靈力、長壽的特質，常成為有心人士覬覦獵捕的對象。過去她與姊姊們在某夜攀上沙灘歌唱，遭不肖人類獵捕拍賣，獲得石崎館主救援收容與之同居，雙方日久生情。在小說第五卷因為石崎館主壽限將至，對他將早於自己逝去忐忑不安，令讀取她的心思的深影觸景傷情。事後水連透露被濫捕的人魚可在人類社會選擇接受庇護或經過訓練重返海洋，也讓真紀獲得啟示決意不再虛度光陰。

##### 茨城地區
木靈童
棲息在筑波山森林的木靈群，個性富好奇心，部分個體喜歡惡作劇。在真紀等人修學旅行期間，向真紀等人透露大天狗下山與妖怪會選定人類女性當新娘的消息。
法印坊
筑波山的大天狗，厭倦棲居山裡的生活，自行下山前往人類世界。

##### 京都地區
高龗神
鎮守京都的水神，在本作中以巨龍型態棲居貴船神社地下的洞穴，身邊有為數眾多的水精靈作為使徒。個性慈悲善感，被酒吞童子和茨木童子視為如同母親般的存在。過去在平安時代提供神水幫助酒吞童子救回茨木童子的生命，擔任兩者的證婚者，知曉酒吞童子和茨木童子轉生為人類馨和真紀的事情。在小說第三卷邀請真紀、馨、由理彥造訪京都，由於被天狗拔去部分鬃毛，導致傷口和靈力產生負面影響而有汙染水源的疑慮，透過三者協助清潔淨化得以恢復健康，允許他們取回先前獻上的供品並設宴答謝。真紀、馨、茜在平等院和水屑交手後，取回遺失的鬃毛，讓真紀和馨取用洞穴的清水淨化身軀，帶領兩者重遊大江山舊址。
聖納
作中設定為鞍馬山首領的大天狗，學識淵博，是平安時代傳授酒吞童子劍術、兵法、結界術和冶鐵技術的師父，也指導過茨木童子作戰技巧，和其他天狗同樣有著不敵女色的弱點。被酒吞童子和茨木童子視為如同父親般的存在，曾提醒酒吞童子必須謹慎保護擁有超凡力量的茨木童子。在故事本篇裡取走了包含高龗神的鬃毛在內的物品，因為下山光顧便利商店購買雜誌，被水屑設局綁架關在深山的古老神社，真紀、馨、茜在平等院和水屑交手後，偕同酒吞童子和茨木童子轉生的真紀與馨相會，指揮鞍馬天狗們將先前取得的物品歸還原主，返回鞍馬山。
笠川獭
棲居鴨川的小型川獺族群。由於京都陸續發生神隱事件開始擔憂安全問題，後來在真紀等人修學旅行期間向真紀獻上供品求救，獲得真紀沾染「神命之血」製作的橡果炸彈作為防身道具，真紀則取用牠們的部分贈物製成護身香包交給馨。
鞍馬天狗
受人類信仰的妖怪，長期和陰陽局交好。在故事本篇因為聖納被水屑綁架囚禁在神社中，試圖營救聖納反被水屑操控，更在真紀和朋友們參訪平等院的期間現身襲擊真紀，被茜擊退。事後脫離水屑的控制。

##### 神奈川縣地區
江之島辯才天
定居於江之島岩屋的神域裡的天女，個性好勝豪氣，擅奏琵琶，一旦返回天上或處於盛怒狀態將會使江之島沉沒。久遠前降臨人間令當地浮現島嶼，適逢五頭龍在當地為非作歹，對追求她的五頭龍提出徹底改過的條件，始同意和五頭龍結婚成為夫妻。在小說第四卷中因為五頭龍忘記結婚紀念日自行光顧酒店而勃然大怒，數度對造訪江之島的情侶遷怒惡作劇，後來向真紀、馨傾訴此事，獲得真紀和馨居中協助始和五頭龍重歸於好。
五頭龍
擁有五個頭部的巨龍，久遠前在當地附近的村莊多度作惡和引發天地異象，以至於當地居民有段期間被迫獻祭孩童供其食用，直至江之島辯才天降臨人間，他亦因為愛上對方，受後者影響改邪歸正致力於守護人類，與江之島辯才天結婚成為夫妻定居江之島。在小說第四卷中因為試著尋覓包含綿津見草在內的花朵贈與妻子作為結婚紀念禮物，待在人魚開設的酒店短暫休息，獲知人魚群擔憂「狩人」危害族群的問題，不勝酒力在酒店裡昏睡三天三夜而錯過結婚紀念日，導致兩者產生婚姻危機，後來經由真紀和馨居中協助製作贈與江之島辯才天的花環與說明事件始末，讓兩者重歸於好。

##### 大分地區
朝倉清嗣
馨的外祖父。個性十分沉靜，俱備靈視體質，深愛著家鄉天日羽町。務農之餘兼任研究天日羽文化的學者，過去為了再度看見年少時期見過的妖怪，盜走和藏匿起堇的羽衣，導致她無法和丈夫重逢，後續更被赤鬼團體「山嵐」的首領搶去羽衣，特地遺留向堇致歉的書信。在小說第七卷因病逝世，其遺書也成為真紀和馨尋找堇的羽衣的線索。
朝倉雅子
詳參#親友相關
朝倉秋嗣
雅子的弟弟，馨的舅舅，有兩名女兒希和莉子。在小說第七卷接待來訪天日羽町的真紀和馨等人，說明天日羽町有關天女傳說和月人信仰的事蹟。曾表示雅子支持著真紀和馨的戀情。
朝倉希、朝倉莉子
馨的表妹。前者為嚮往東京生活的中學生，後者則是擁有靈視體質的幼兒園生，姊妹倆對真紀和馨的關係感到好奇。希和莉子在小說第七卷爭論座敷童子的存在，促使真紀和馨介入調查。
千代童子
棲居朝倉家，庇護家族成員的座敷童子，外型似孩童但心境成熟，僅有孩童、靈力較高或持有月人羽衣者能看見她，能為守護的家庭帶來幸福。在小說第七卷陪伴小麻糬玩耍，請求真紀和馨幫助堇。事後與透過羽衣能量看見她的雅子相認。
山河童、小豆狸
在天日羽町棲居的妖怪。在小說第七卷陪伴小麻糬玩耍成為朋友，和真紀、馨交好。
堇
朝倉家的年長女傭，實際年齡為三百歲，馨的祖先。原本是天日羽町長老的女兒，年輕時期適逢颱風襲擊村莊，由於當時的未婚夫和擔任活祭品的女子私奔，被迫成為天日羽町平息災難的活祭品投入穗使瀑布，被月人救起帶往杯山的「月代鄉」並嫁給對方為妻，成為身穿明月羽衣的長壽天女。後來返回人間探親時發現世間已度過兩百年，不慎昏倒期間被清嗣竊取羽衣，被滯留在現世長達50年，連生理也變回和一般人類相同日漸衰老，獲得同為天日羽町長老後裔家的朝倉家收容，在健康狀況逐漸衰退時接受雅子照護。在小說第七卷因為真紀和馨制裁搶走羽衣的赤鬼團體「山嵐」，得以取回失物，藉由羽衣的力量恢復成年輕時期的天女原型，向真紀、馨、雅子致謝後如願返回「月代鄉」和月人團聚。
月人
天日羽町月人信仰中的守護神，來自月界的月人。過去乘坐雲船抵達現世，但礙於雲船受損無法返鄉，仿照家鄉的模樣創造名為「月代鄉」的結界。因緣際會救起被村民當成活祭品的堇成為夫妻，將雲船殘留的素材製成羽衣贈與堇。在小說第七卷因為堇透過真紀、馨、雅子協助取回羽衣，令夫妻得以重逢，謝過三者後為避免節外生枝，將月人在天日羽町遺留的遺跡徹底消除。
「山嵐」
山區的赤鬼團體，在當地胡作非為，頭領是被吉備津彥命討伐的鬼「溫羅」的兒子，同時是從清嗣手裡搶去堇的羽衣的犯人。後來被真紀、馨、雅子、小麻糬察覺其犯人身分，試圖傷害雅子和小麻糬，被真紀和馨制裁取走羽衣。

##### 其他日本相關角色
織田信長
日本戰國時代至安土桃山時代的大名，作中設定其在本能寺之變放火自殺，後與魔性締結契約而進化為大妖怪第六天魔王。在本作中是覬覦酒吞童子首級的對象之一，曾與大魔緣茨木童子交戰但敗北。現已被封印，也是陰陽局認定的五大SS級（靈力值超過一百萬）大妖怪之一。

##### 海外相關角色
非日本本土出身的相關角色。
魯·卡魯
詳參#「陰陽局」
貘
外型是擁有黑白體色的長鼻動物，平常性情溫馴但容易飢餓，會回應當事者的心願，也會吃掉包含靈力與夢在內的事物。在小說第四卷現身由理彥的家裡，凜音向若葉提出幫忙照顧貘的條件，製造機會讓若葉理解由理彥的妖怪身分，亦為此在除夕夜引發大規模的騷動，最終經由真紀等人的介入始平息風波。後續在真紀和凜音待在「葡萄園之館」對抗「赤血兄弟」期間，暫時被安置在「葡萄園之館」。
厄克德娜
在波羅的海地區以狩獵人魚和其他稀有非人生物牟利發跡的海盜組織「波羅的·梅洛（Baltic Merrow）」首領，所屬組織習慣捉走俱備靈力素質的孩童培訓為「狩人」，看中異國妖怪的商業價值派遣「狩人」網羅受害妖怪。被水屑居中利用的對象之一。
「麥」、「芽」
「波羅的·梅洛」的所屬狩人，被實驗改造成「嵌合体（キメラ）」的少女和少年。麥在組織捕獲偽裝成真紀的由理彥的期間，負責看守由理彥。芽在馨和茜爭奪寶島狹間的所有權時前來阻止，被茜擊敗。事件結束後二人都被陰陽局偵訊。
阿爾加諾
義大利西西里島的黑手黨首領，黃炎的客戶，性好女色，熱衷蒐藏非人類的女性作為服侍，也會讓被他看上的女性戴項圈行動。在小說第六卷搭乘郵輪「皇家梅洛號」參加拍賣會，試圖向喬裝成殭屍的真紀動手時被馨阻止，經過黃炎居中斡旋後向一行人透露拍賣會的拍賣品情報。
維多利亞女王
英國歷史的歷任統治者之一，在位時期曾經對凜音釀製的葡萄酒授予榮譽。
德古拉大公
吸血鬼的始祖，原型是吸血蝙蝠，他在本作中是存活千年且擅長使劍的吸血鬼，同時是歐洲吸血鬼團隊「赤血兄弟」 的創辦者和首領，擁有支配其他吸血鬼的能力，德古拉和巴托里·伊莉莎白被凜音形容為與水屑齊名的兇殘大妖怪。他在人類歷史中曾以人類「弗拉德三世」的身份生活一段時期，因為將敵方做成串燒的行為而被世間稱作「串刺公」，在現世潛伏期間認識從事葡萄酒業的凜音，對其能克服陽光在白晝活動產生興趣，轉而覬覦真紀擁有特殊力量的血液，選擇和水屑合謀。初登場於小說第六卷搭乘郵輪「皇家梅洛號」參加拍賣會，在小說第八卷裡再度鎖定真紀試圖對其不利，被凜音藉機設局，在伊莉莎白被殺死後攻擊真紀吸取血液，遭遇趕來支援的未來、馨、陰陽局討伐導致組織瓦解。小說第十卷中受水屑的幫助而恢復原狀，最後在裏凌雲閣被馨用「獄卒術」制伏並拖入地獄。
巴托里·
「赤血兄弟」 的第二權威，她在本作中是擅用巨斧和黑魔法的女吸血鬼，個性殘暴嗜虐，相當喜愛凜音，弱點是頭部、心臟和陽光。生前是人類的伯爵夫人，為求青春永駐於恰赫季斯城堡殺死為數眾多的人類少女，但由於被揭發罪行被監禁多年致死，再度甦醒時已被轉化為吸血鬼，受此經歷影響渴望陽光。於小說第六卷為了奪得真紀以求透過她的血液克服陽光，搭乘郵輪「皇家梅洛號」參加拍賣會，因為在船上對賭局莊家吸血而被真紀出手教訓，經由凜音出面圓場暫時放過一行人。小說第八卷中再度鎖定真紀準備對她不利，反而落入凜音的圈套，真紀利用自身血液引誘其他吸血鬼失控，再運用「葡萄園之館」狹間內外時間差的特性將伊莉莎白引出戶外，導致其被陽光照射身軀化為灰燼。死後其靈魂墜入眾合地獄。
愛麗斯奇特拉
愛爾蘭出身，存活七百年的女巫。作中設定其擅長西洋魔法和調配魔法藥劑，能透過飲用魔法藥劑暫時恢復至年輕時期，同時是「葡萄園之館」的原主人。過去因為和隱形小管家（小惡魔）簽訂契約，藉由後者的隱身能力逃過獵巫行動，極度討厭吸血鬼。小說第八卷幫助真紀和凜音對抗「赤血兄弟」。
薩利塔、吉塔
狼人，双胞胎兄弟，一旦看見滿月便會取回野性，顯現兇猛和渴求血肉的一面。過去兄弟倆在英國倫敦被異端審判者捕獲囚禁於地牢中，獲得凜音出手解救收容選擇跟隨對方，也是凜音的准眷屬。小說第八卷幫助真紀和凜音對抗「赤血兄弟」。

#### 隱世地區
大老闆／剎（聲：小西克幸（《妖怪旅館營業中》動畫版））
作者的著作《妖怪旅館營業中》的核心男主角，鬼神，本名為「剎」。在隱世經營旅館「天神屋」，和葵是跨種族的夫妻關係。千年前還在現世期間便和酒吞童子、茨木童子認識，是酒吞童子的摯友，知曉酒吞童子、茨木童子轉生為人類的消息。在本作中仍會不時抵達現世出公差和宣傳旅館生意。
津場木葵（聲：东山奈央（《妖怪旅館營業中》動畫版））
作者的著作《妖怪旅館營業中》的核心女主角，是大老闆的妻子和茜的堂姐。在本作中提及。

#### 地獄地區
閻羅王
地獄的統治者，擁有神格，在本作形象是留著捲髮的青年。處理正事時公正威嚴，私底下作風隨興，愛財好色，喜歡鬼和蒟蒻。在小說第九卷指派踏進地獄的馨擔任地獄獄卒，對馨的工作表現和態度讚譽有加，獲悉馨抵達地獄拯救真紀的用意後，經由馨的爭取和冬夜（小野篁）談判，提出馨必須終生作為特務獄卒看守真紀的條件，讓真紀的靈魂得以回歸軀體。
穆卡卡
在地獄第三層眾合地獄擔任層長的女鬼，為人看似嚴格其實非常關心部屬，深受部屬敬重。在小說第九卷馨為了營救真紀選擇暫時駐留地獄成為獄卒期間，負責指導馨相關工作內容。
拓極
眾合地獄的副長，為人善解人意，相當關切部屬的男鬼，在小說第九卷馨為了營救真紀選擇暫時駐留地獄成為獄卒期間，指導馨的工作內容，給予其協助。
秋雨、春雨
两位地獄的書記官。秋雨是實習書記官，描述為外表可爱的小鬼，在小說第九卷馨為了營救真紀抵達地獄期間，輔助閻羅王說明地獄環境，帶領馨熟悉獄卒的工作。春雨是戴著眼鏡的小鬼，向閻羅王匯報大魔緣茨木童子墜入地獄的消息。
鬼蜘蛛
生前和盜賊同夥盡行燒殺擄掠的大妖怪，在平安時代曾經試圖綁架茨木童子未遂，和酒吞童子爭奪大江山落敗後，被源賴光討伐。在小說第九卷死後與盜賊同夥墜入焦熱地獄，試圖和同夥逃獄，在眾合地獄被馨出手擊敗。

#### 水屑派系相關
水屑
本系列作的核心反派角色，真身為九尾狐，九尾狐一族的間諜，同時是葛葉的姊姊。水屑的人化型態是額頭鑲有殺生石的妖艷女性，她的個性在作中被描繪為陰險狡猾毒辣，被批評外貌時會很生氣。曾經轉生為妲己、鈴鹿御前、玉藻前危害人間，擁有著每次被殺害轉生都會變得更強大的特異體質。水屑過往在平安時代被酒吞童子等人從源賴光手裡所救，藉著加入大江山「狹間之國」成為酒吞童子四大幹部，試圖操控酒吞童子未果遂背叛「狹間之國」和朝廷陣營合作，是導致大江山「狹間之國」被殲滅、迫使安倍晴明多度討伐的罪魁禍首，陸續被安倍晴明和茨木童子討伐失去六條尾巴（性命）。她在酒吞童子和茨木童子轉生為現代人類馨與真紀後，為了施展「反魂之術」讓酒吞童子復活創造自己理想的世界藍圖，仍持續和包含昔日「狹間之國」相關人員在內的對象為敵，擔任多項陰謀事件的幕後主使者，盜走被封印的酒吞童子的首級，危害包含淺草地區在內的眾生，於小說第十一卷僅剩最後一條尾巴的狀態進化為「大魔緣」九尾狐，讓真紀和馨為首的盟軍陷入苦戰，最終仍被真紀等人消滅。
金華貓
有名的中國S級大妖怪，實則也出身自常世，會分身術，也可以變身成巨大的黑貓。水屑的部屬，常年迷戀並追隨著水屑，喜歡女孩子而討厭男人。
大嶽丸
以鈴鹿山為根據地的大妖怪，被描述為懷抱琵琶、身材魁梧的黃鬼。曾是天下最強的鬼，天生會操縱火焰，過往受化身鈴鹿御前的水屑欺騙，與人類武將坂上田村麻呂交戰。作中設定其在退治後實則被封印，被水屑解開封印並挑撥其仇視超越他成為最強鬼的酒吞童子，由此師從天狗比良山次郎坊學習狹間結界術。對最強鬼抱有執念而欺凌弱小，一直和水屑合謀並追隨她，在現代協助創造狹間結界「寶島」。小說第十卷中利用淺草妖怪的尸骨製作狹間，被真紀打敗並認清現實，向真紀透露「黑點蟲」的情報後被水屑的詛咒殺死。
來栖未來
本作關鍵角色之一，波羅的·梅洛組織中代號為「雷（ライ）」的狩人，容貌和馨相仿，雙腿為義肢，對馨懷有恨意。擁有一半酒吞童子的靈魂，同時是源賴光的轉世，傳承源自前世的殺害妖怪的業力（斬妖除魔之力）。慣用武器是伸縮型的黑色咒杖。漫畫版和小說插畫描繪其左眼下有三點淚痣。未來在童年時期遭非人存在襲擊吃掉雙腿，父母為照顧他導致經濟陷入困境期間，厄克德娜現身迷惑未來的父母，將他帶離原生家庭培訓為「狩人」和配製義肢，水屑發現其轉世的身份和力量，誘惑未來為她效力。
未來與真紀初次會面時因為不諳現代餐飲設備，獲得真紀出面協助開始在意對方。他參與創造狹間結界「寶島」，在寶島拍賣會和真紀等人交手離去。在「葡萄園之館」討伐「赤血兄弟」期間現身援救真紀，和凜音短暫發生衝突，受水屑的力量操控影響重創真紀，迫使馨為了解救真紀的性命前往地獄，他則隨著劇情推進逐漸察覺水屑居心險惡的一面。未來在小說第十一卷再度捲入真紀等人和水屑的鬥爭，過程中認清真紀對自己和眾人的重要性，正式幫助真紀和馨為首的盟軍對抗水屑，最終因為水屑被消滅恢復自由。決戰後因重傷被陰陽局轉移至京都淺間家的醫院，在土御門佳蓮引薦下與接受水無月文也的治療並找到「拔草」的除咒儀式，與文也建立友情。受土御門家關照將於陰陽學院求學，也在佳蓮介紹下與淺間風子結成搭檔，並對風子的遭遇產生共鳴，在擊退對風子不軌的化猿妖怪時決心守護她。預定畢業後在京都陰陽局任職。
源賴光
來栖未來的前世，平安時代的中期大將兼名刀「童子切」的持有者，源滿仲之子，他是牛御前還是人類時期的兄長，也是茨姬人類時期的青梅竹馬兼時任未婚夫。底下有四名部屬分別為渡邊綱（名刀「髭切」的原持有者）、坂田金時、卜部季武、碓井貞光。過去因為茨姬展現異於常人的特質導致雙方婚約告吹，轉而另行娶妻，在茨姬鬼化為茨木童子後偕同安倍晴明囚禁監視她，試圖阻撓酒吞童子救出茨姬（茨木童子）但以失敗告終。多年後同水屑勾結並受朝廷之命討伐大江山「狹間之國」，斬下酒吞童子的首級，導致酒吞童子一半的靈魂轉移至自身。漫畫版描繪其左眼下有三點淚痣。

## 出版書籍

### 小說
| 卷數 | KADOKAWA | KADOKAWA       | KADOKAWA               | 台灣角川                   | 台灣角川       | 台灣角川               |
| 卷數 | 副標題   | 出版日期       | ISBN                   | 副標題                     | 出版日期       | ISBN                   |
| ---- | -------- | -------------- | ---------------------- | -------------------------- | -------------- | ---------------------- |
| 1    |          | 2016年11月15日 | ISBN 978-4-04-072105-7 | 妖怪夫婦再續前生緣         | 2018年4月2日   | ISBN 978-957-564-158-0 |
| 2    |          | 2017年5月15日  | ISBN 978-4-04-072253-5 | 妖怪夫婦歡慶學園祭         | 2018年6月7日   | ISBN 978-957-564-275-4 |
| 3    |          | 2017年11月15日 | ISBN 978-4-04-072474-4 | 妖怪夫婦大鬧修學旅行       | 2018年10月25日 | ISBN 978-957-564-526-7 |
| 4    |          | 2018年3月15日  | ISBN 978-4-04-072475-1 | 妖怪夫婦未知的摯友之名     | 2019年2月13日  | ISBN 978-957-564-736-0 |
| 5    |          | 2018年8月10日  | ISBN 978-4-04-072855-1 | 妖怪夫婦與眷屬的小日子     | 2019年6月6日   | ISBN 978-957-743-061-8 |
| 6    |          | 2019年3月15日  | ISBN 978-4-04-072856-8 | 妖怪夫婦大駕光臨           | 2019年10月7日  | ISBN 978-957-743-325-1 |
| 7    |          | 2019年9月14日  | ISBN 978-4-04-073283-1 | 妖怪夫婦與傳說同眠         | 2020年4月22日  | ISBN 978-957-743-706-8 |
| 8    |          | 2020年3月14日  | ISBN 978-4-04-073284-8 | 妖怪夫婦與吸血鬼共舞       | 2020年9月10日  | ISBN 978-986-524-000-4 |
| 9    |          | 2021年7月15日  | ISBN 978-4-04-073661-7 | 妖怪夫婦在地獄盡頭等你     | 2022年12月12日 | ISBN 978-626-352-094-3 |
| 10   |          | 2022年9月15日  | ISBN 978-4-04-074679-1 | 妖怪夫婦大步迎向未來〈上〉 | 2024年3月18日  | ISBN 978-626-378-703-2 |
| 11   |          | 2022年11月15日 | ISBN 978-4-04-074712-5 | 妖怪夫婦大步迎向未來〈下〉 | 2024年4月25日  | ISBN 978-626-378-796-4 |

### 漫畫

#### B's-LOG版（藤丸版）
- 《淺草鬼妻日記 妖怪夫婦再續前生緣。》（第一章）

| 卷數 | KADOKAWA          | KADOKAWA               |
| 卷數 | 發售日期          | ISBN                   |
| ---- | ----------------- | ---------------------- |
| 1    | 2018年8月10日[54] | ISBN 978-4-04-735270-4 |
| 2    | 2019年3月15日[55] | ISBN 978-4-04-735513-2 |
| 3    | 2019年9月30日[56] | ISBN 978-4-04-735764-8 |
| 4    | 2020年5月1日[57]  | ISBN 978-4-04-736071-6 |
| 5    | 2020年7月31日[58] | ISBN 978-4-04-736190-4 |
| 6    | 2021年7月1日[59]  | ISBN 978-4-04-736657-2 |
- 《淺草鬼妻日記 妖怪夫婦未知的摯友之名。》（第二章）

| 卷數 | KADOKAWA          | KADOKAWA               |
| 卷數 | 發售日期          | ISBN                   |
| ---- | ----------------- | ---------------------- |
| 1    | 2022年2月28日[60] | ISBN 978-4-04-736916-0 |
| 2    | 2022年9月30日[61] | ISBN 978-4-04-737201-6 |
| 3    | 2023年6月30日[62] | ISBN 978-4-04-737541-3 |

#### Comp Ace版（鳴原版）
- 《淺草鬼嫁日記 天酒馨只想和前世娘子平淡生活。》

| 卷數 | KADOKAWA           | KADOKAWA               |
| 卷數 | 發售日期           | ISBN                   |
| ---- | ------------------ | ---------------------- |
| 1    | 2019年3月25日[63]  | ISBN 978-4-04-108008-5 |
| 2    | 2019年10月25日[64] | ISBN 978-4-04-108691-9 |

## 創作
本作以作者在成為小說家吧上連載的作品為原案改編，部分相似的設定，劇情和世界觀不同，在編劇過程融合酒吞童子的相關傳說。本作也是作者以「友麻碧」名義出道創作《妖怪旅館營業中》後，第二部和風奇幻妖怪題材的作品。
在作者為創作《妖怪旅館營業中》而搜集妖怪資料時，發現了「酒吞童子茨木童子夫婦說」，再結合過去的WEB小說後構思出本作。友麻碧在此前創作《妖怪旅館營業中》的期間，因為當時的角色文學領域以現代日本背景為主流，一度被告知盡量避免異世界題材作品。而後來作者在將《淺草鬼妻日記》交付其他出版社的過程中，因主角作為學生的設定在當時的角色文學領域並不暢銷，還有酒吞童子、茨木童子的設計較偏向相關愛好者，兩度被出版社回絕提案。直到富士見L文庫的編輯提議作者在KAKUYOMU上連載，本作才得以面世。
本作主題設計方向則是從登場的妖怪情侶（夫婦）闡述的前世相關謊言，在探索過程中逐步抽絲剝繭解開前世的謎團，融入轉生元素和校園生活 。作者自述大學時期從老家福岡搬往東京上大學和首度拜訪淺草時，深受當時目睹東京晴空塔的景色感動，加著當時住所的生活圈包括淺草地區、離晴空塔僅需徒步5分鐘便可抵達，轉而選定該地區以便寫作取材。在構思作中出現的場景和食物的時候，作者將頻繁出現的東京晴空塔和淺草寺定位成「幫助前往京都升學的真紀和馨，作為返回淺草的絕對地標」，還實地走訪光顧當地的餐飲店家，作為讀者日後進行聖地朝聖旅遊能兼顧享受美食的指南，同時以「酒吞童子和茨木童子」的傳說相關地點（例如京都）安排場景。進行小說第3卷創作的期間，作者取用自己和朋友曾經造訪貴船神社和在鞍馬山奧之院「魔王殿」躲雨的事件，還有享用當地抹茶的經驗與酒吞童子首級埋葬之處的傳聞，設定該篇章的場景與相關事物。小說第7卷的登場地區，則參照作者祖父母居住的九州鄉村地區和當地民俗傳說塑造場景氛圍，作者後續在個人「X」平台補充說明小說第7卷登場的架空村莊，其設計原型是參考自大分縣的日田市和玖珠町，其中玖珠町亦有「童話之鄉（日語：童話の里）」的別名，當地還設有許多桃太郎和鬼的雕像。至於小說第9卷地獄篇，則是作者融入參訪京都六道珍皇寺期間汲取有關六道珍皇寺、小野篁和地獄的詳細資訊進行編寫，但由於時逢嚴重特殊傳染性肺炎疫情期間造成外出取材行程受阻，必須改寫該篇章的故事大綱，還有當時正同步著手其他系列的出刊計畫，造成小說第9卷的出版進度較原預定計畫延遲一年才正式上市。
本系列作的輕小說，每一冊的副標題均以「妖怪夫婦（日語：あやかし夫婦は）」作為開頭。劇情編排和角色設計方面，作者稱將小說第1卷和第2卷設定成校園場景和日常生活，是為了讓作為主角的真紀和馨愉快互動，為小說第3卷起揭露兩者前世的殘酷回憶進行鋪成，真紀和馨的關係則定位為「前世時期妻子追尋著丈夫，今生時期丈夫拼命追尋妻子前世的秘密」。作者表示有關「斬首酒吞童子的英雄源賴光的轉世」的設定，原本在創作初期時僅能想到作為主角復仇目標的初步概念，直至作者完成小說第3卷時才忽然靈光乍現，結合「源賴光的轉世」的特點塑造「來栖未來」這個角色。
漫畫版創作方面，B's-LOG版的畫師藤丸豆ノ介為繪製小說第4卷中真紀和馨的江之島約會而去當地取材，但遺憾地未能在漫畫中描繪小說提及的景點龍戀之鐘。為了繪製作中繼見若葉送給由理彥的押花書籤，藤丸豆ノ介也初次使用樹脂製作了數個樣本書籤，並將其中一枚畫入漫畫。

## 宣傳
2016年正式發行《妖怪旅館營業中》小說第3卷時，友麻碧在該卷小說後記宣傳自己在當時新上線的小說投稿網站KAKUYOMU上富士見L文庫的官方連載區展開以淺草爲舞台，描寫妖怪之間前世今生的婚姻奇譚，稱這是自己一直以來很想嘗試的故事，及後友麻碧同年6月發表的在《妖怪旅館營業中》小說第4卷後記補充說明，《妖怪旅館營業中》和本系列作共享同一世界觀。
2019年2月1日起，出版社在經過故事主舞台附近的半藏門線直通東武晴空塔線的電車上投放了小說的貼紙廣告。同年3月1日起，在京成線與半藏門線直通、及日比谷線直通東武線的電車上也投放了貼紙廣告，內容則是小說插畫師あやとき繪製的四格漫畫。
2019年2月，為慶祝系列累計發行量（含紙質書、電子書和漫畫版）突破35萬冊，官方製作並陸續發佈了四則特別短片作為紀念，由鬼頭明里、內山昂輝、小林裕介、遊佐浩二和岡本信彥配音。四則短片限定公開至2019年9月30日，現已為非公開狀態。

## 迴響
AnimeJapan在2021年2月舉辦的「第四屆 想要動畫化的漫畫」投票活動中，本作的B's-LOG漫畫版第一章《淺草鬼妻日記 妖怪夫婦再續前生緣。》進入遴選名單。
日本動漫畫新聞網站「にじめん」在2024年6月公布「2024年版 10部可能被改編成動畫的精選作品」的輕小說與漫畫名冊中，《淺草鬼妻日記》榜上有名。

## 影響和後續
本系列作發行後，作者友麻碧著手撰寫，還採用先前連載的小說舊作、同時是《淺草鬼妻日記》創作參考藍本的重新編寫為新系列作《梅蒂亞轉生物語》。友麻碧在本系作小說完結後，於2022年的訪談闡述道，《妖怪旅館營業中》、《淺草鬼妻日記》、是其作為「友麻碧」出道生涯的「第一季階段」時期作品，稱《淺草鬼妻日記》對自身是意義非凡的轉折點，當時同樣連載創作中的小說系列作《梅蒂亞轉生物語》的設計，則可視為《淺草鬼妻日記》在不同次元的概念。及後更沿用《妖怪旅館營業中》和《淺草鬼妻日記》的世界觀設計，創作建立在同世界觀、但是故事時間點與本系列作相近的《水無月家的婚約》（日語：水無月家の許嫁）。友麻碧將《梅蒂亞轉生物語》、《水無月家的婚約》歸類為以「友麻碧」名義出道「第二季階段」時期的作品。
本系列作的B's-LOG版漫畫版為友麻碧和時任漫畫版繪者藤丸豆ノ介首度合作，而在友麻碧後續擔綱《瑕疵新娘》系列的漫畫原作和輕小說著作時，再度邀請藤丸豆ノ介負責《瑕疵新娘》系列作的漫畫版繪製和角色設計，此為友麻碧和藤丸豆ノ介第二度合作的作品。此外，友麻碧在2020年發表的本系列小說第8卷後記中提到，在為創作此卷而搜集吸血鬼資料時、萌生了未來想寫吸血鬼主角故事的想法，為《瑕疵新娘》男主角夜行的相關設定埋下伏筆，友麻碧在「X」平台稱本系列的登場角色叶冬夜，也成為自己和藤丸豆ノ介設計《瑕疵新娘》男主角夜行的外型參考來源。2022年發表的本系列小說第11卷附錄番外篇登場的角色「淺間風子」，其「被猿類妖怪擄走、因被刻上妖印而被霸凌」的經歷和《瑕疵新娘》女主角菜菜緒的有關經歷相似。
作者友麻碧也在2022年的小說第11卷後記和訪談中表示，雖然故事已本傳完結，但也有像《妖怪旅館營業中》後傳的長期構想，希望有機會能描寫人物們升學至京都後的生活作為本系列的番外篇。2024年2月，友麻碧在個人「X」平台發佈自己對於從《妖怪旅館營業中》開始至《瑕疵新娘》為止的作品簡要評價，友麻碧將《淺草鬼妻日記》和《水無月家的婚約》評論為「友麻本鋪老字號的味道」。

## 参見
- 《妖怪旅館營業中》：友麻碧所著，與本作同世界觀，亦是和風奇幻、戀愛及妖怪題材作品。該作男主角大老闆與本作男主角酒吞童子為摯友關係，女主角津場木葵與本作重要角色津場木茜為堂姐弟關係（茜的祖父與葵的祖父是兄弟）。
- 《水無月家的婚約》（日語：水無月家の許嫁）：友麻碧所著，與本作同世界觀，亦是和風奇幻、戀愛及傳說題材作品。以羽衣傳說和竹取物語為元素，和本作小說第7卷出現的相關設定有所呼應。
- 《鳥居的對面，是未知的世界。》（鳥居の向こうは、知らない世界でした。）：友麻碧所著的奇幻異世界穿越題材作品。
- 《梅蒂亞轉生物語》：友麻碧所著的奇幻、魔法題材作品，與本作同原案，兩作中部分角色有所呼應、情節和世界觀各自獨立。
- 《瑕疵新娘》：友麻碧初次擔綱漫畫原作（劇本）、亦是繼本作漫畫版後二度與藤丸豆ノ介合作的原創漫畫，又再改編為小說。也是和風奇幻、戀愛及妖怪題材作品。作品標題另譯「傷物的新娘」。
- 酒吞童子傳說